# Formstein

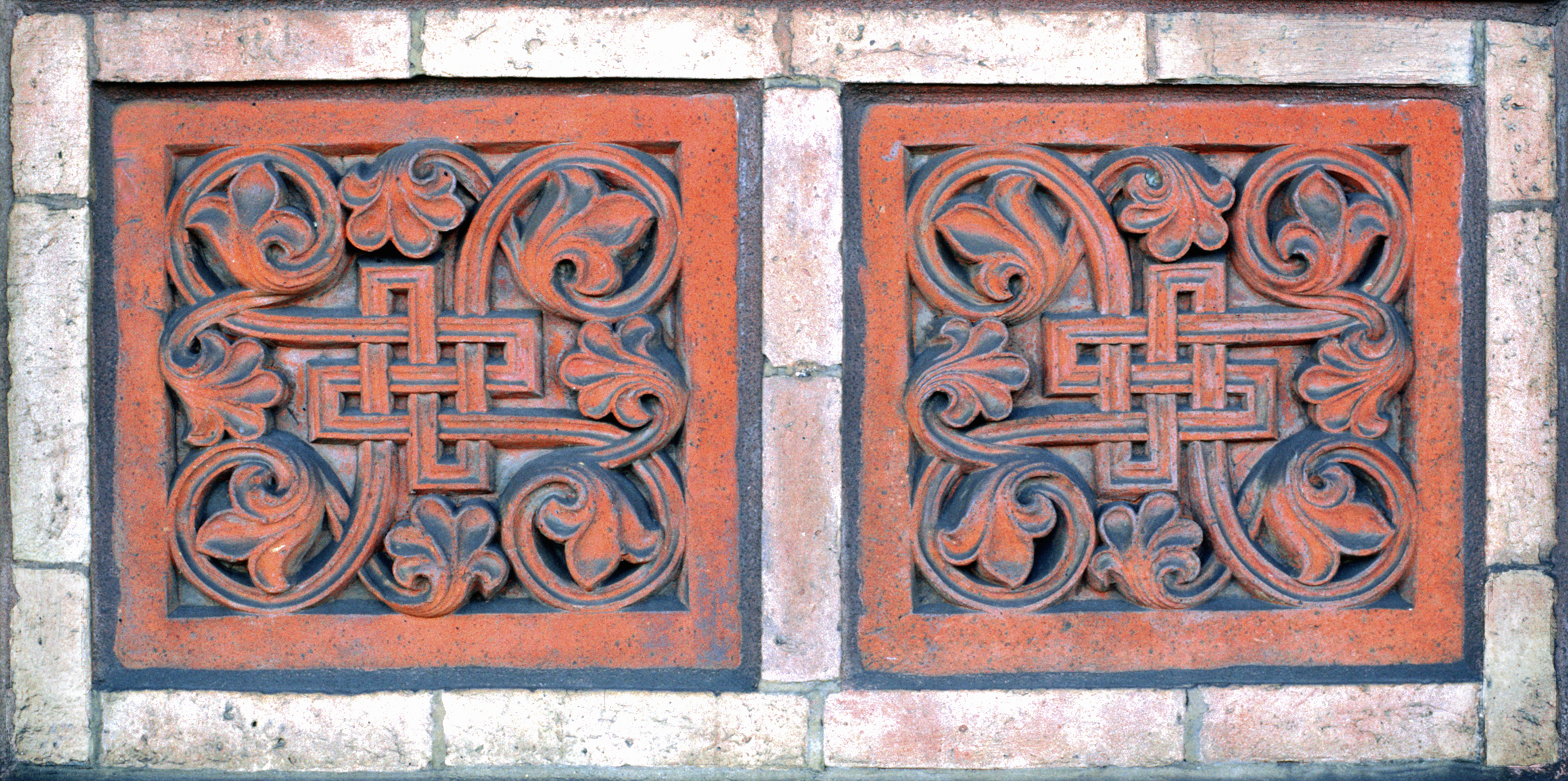
Formsteine von Conrad Wilhelm Hase aus dem Jahr 1854 für das Empfangsgebäude im Bahnhof von Nordstemmen

Ein Formstein ist ein Ziegelstein, der abweichend von der üblichen Quaderform in einer besonderen Form gefertigt wurde, um eine besondere Funktion zu erfüllen, etwa als Firststein oder für einen Mauerwerksbogen. Formsteine aus Beton nennt man Betonformsteine.

## Beschreibung und Einsatzgebiete
Formsteine wurden oft in der Backsteingotik verwendet. Sie fallen durch eine reiche Formenvielfalt auf, darunter gedrehte Backsteine, die beispielsweise die Hauseingangsbereiche in der Reitende Diener-Straße in Lüneburg schmücken. Auch Tausteine kamen in der Spätgotik und Renaissance zur Fassadengestaltung zur Anwendung. Diese Steine waren wie gedrehte Seile (Taue) geformt. Aneinandergereiht verwendeten die Baumeister diese vor allem für Fenster- oder Türeinfassungen oder gestalteten damit Umrandungen von Medaillons oder Friesen.

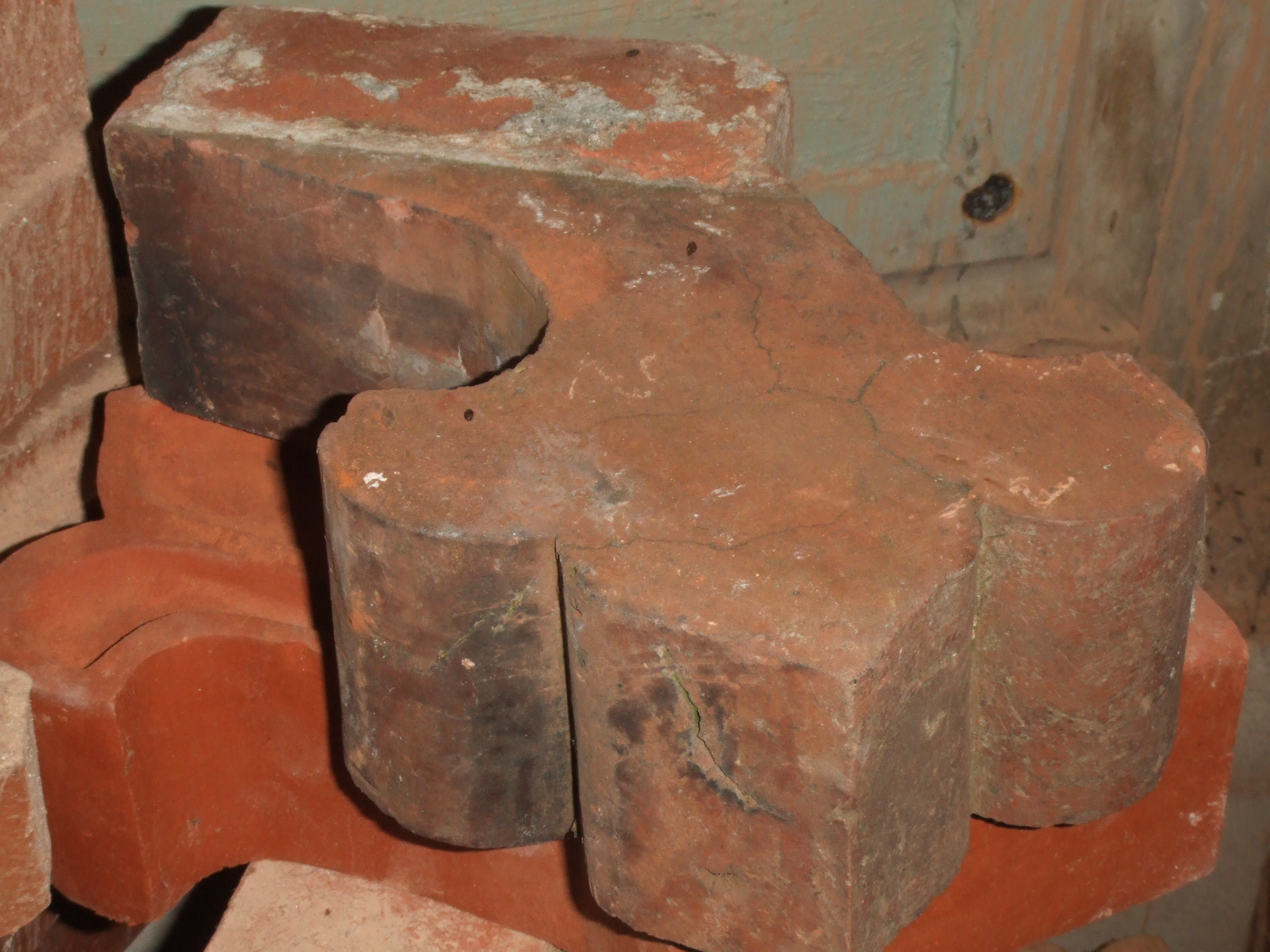
Formstein

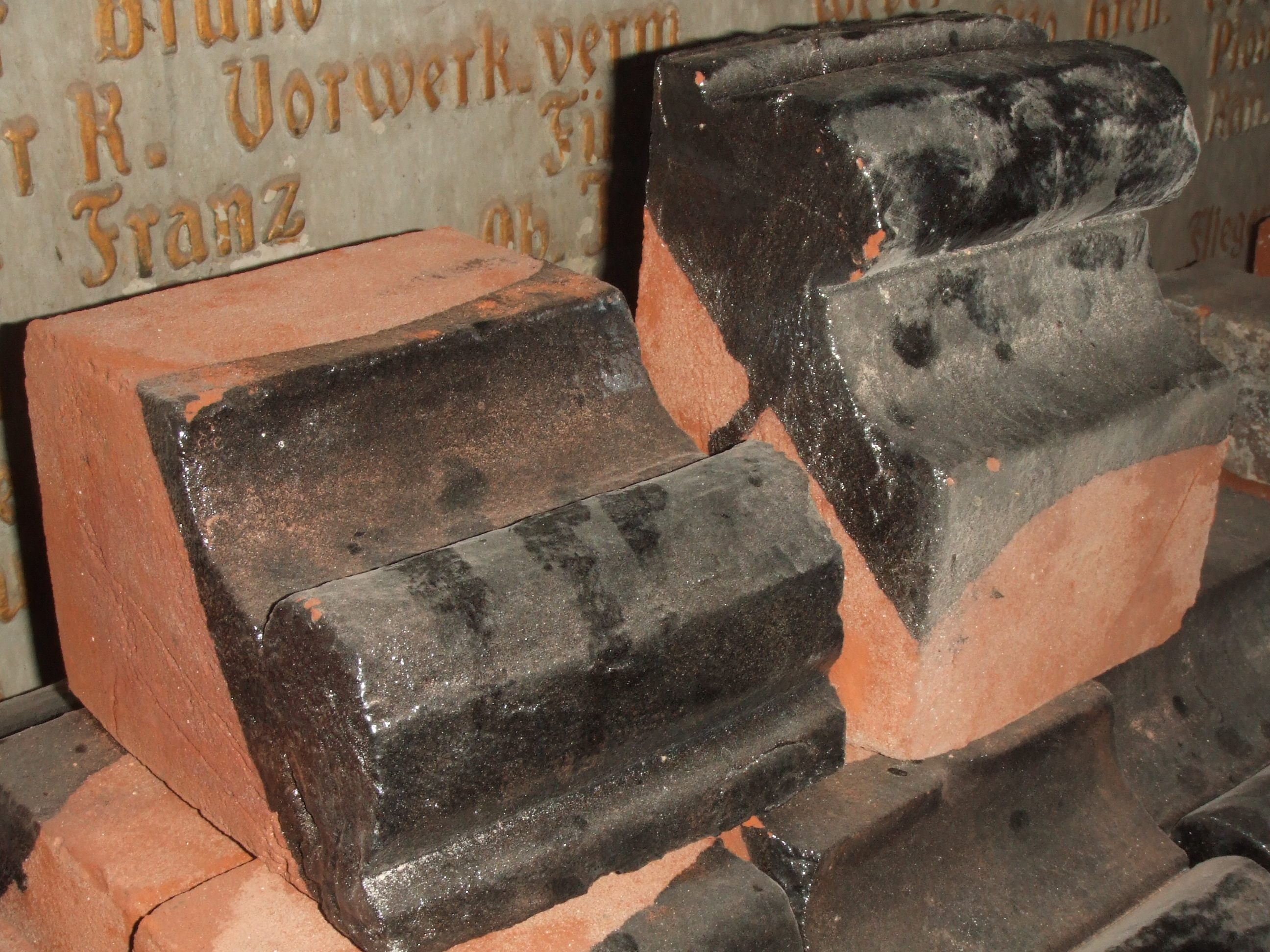
Schwarz glasierter Formstein

Im Mauerwerksbau des frühen 19. Jahrhunderts wurden zahlreiche Formsteine eingesetzt, die geeignete Elemente verschiedener historischer Stile abbildeten, abwandelten oder miteinander kombinierten. Alle Formsteine wurden katalogmäßig erfasst, um die Anpassung an neue Bauaufgaben zu ermöglichen.
Der jahrhundertelang sichtbare Handstrich auf dem Ziegelstein wurde ab dem Ende des 19. Jahrhunderts von einem maschinellen Formgebungsverfahren abgelöst. Dabei konnten die glatten Oberflächen gepresster Steine in ihrer Wirkung durch verschiedenfarbige Glasuren gesteigert werden.
Trotz der Namensähnlichkeit darf Formstein nicht mit dem amerikanischen Formstone verwechselt werden, bei dem es sich um ein Verfahren zur Fassadenverkleidung mit Kunststein handelt.